# Ботнсау
Ботнсау (исл. Botnsá) — река на западе Исландии в муниципалитете Hvalfjarðarsveit.
Река вытекает из озера Хвальватн, протекает к северу от горы Хвальфедль. Далее течёт через долину Ботнсдалюр и впадает в бухту Ботнсвогюр залива Хваль-фьорд. Дорога Хвальфьярдарвегюр пересекает реку около устья.
На реке находится водопад Глимюр, один из самых высоких водопадов Исландии, высота которого составляет 196 м.